# 准噶尔锦鸡儿
准噶尔锦鸡儿（学名：Caragana soongorica）为豆科锦鸡儿属下的一个种。

## 扩展阅读
- 維基物種上的相關：准噶尔锦鸡儿